# ARPC2
ARPC2‏ (Actin related protein 2/3 complex subunit 2) هوَ بروتين يُشَفر بواسطة جين ARPC2 في الإنسان.